# Oswaldo Palavecino
Oswaldo Palavecino (Buenos Aires, 26 luglio 1949 – Buenos Aires, 16 agosto 2020) è stato un calciatore argentino, di ruolo attaccante.

## Carriera
Con 203 reti nella massima serie colombiana è il quinto miglior marcatore nella storia della competizione. Ne fu capocannoniere nel 1977 e nel 1978.